# 蔡仁初墓
蔡仁初墓位于中国浙江省宁波市鄞州区五乡镇仁久村经堂自然村天国公墓南麓，民国墓葬，建于民国三十六年（1947年），墓坐北朝南，墓基呈圆形，为圆锥形封土，墓碑略带巴洛克风格，梅园石质地，上饰石头狮雕像，墓碑阳面由沙孟海题写，阴面镌刻其生平，由高振霄撰写，潮阳陈运章书就，2010年9月公布为鄞州区文物保护单位。